# François Grillot
François Grillot (* 1955 im Burgund; † 5. Juni 2021 in New York City) war ein französischer, in den Vereinigten Staaten lebender Jazzmusiker (Kontrabass, Bassgitarre).

## Leben und Wirken
Grillot, der ursprünglich Flügelhorn und dann Gitarre lernte, war zunächst in die Fusionszene involviert. 1980 zog er nach New York City, wo er seitdem lebte, und studierte Bass bei Mickey Bass, Harvie S und Linda Mcnight, ferner am City College Harmonielehre und Jazz. Seitdem arbeitete er in verschiedenen Bandprojekten, u. a. im Ensemble Earth People (u. a. mit Karen Borca, Daniel Carter, Sabir Mateen) und mit Ed Russell (Visions of Order, Laws of Circonstance).
Seit 2009 gehörte Grillot mit Schlagzeuger Jackson Krall zum Trio von Bern Nix, das sich mit Matt Lavelle zum Quartett erweiterte und über sehr lange Zeit in der Küche von Grillot probte, einem anerkannten Teil der New Yorker Hell's Kitchen.
Grillot leitete 2015 die Formation Contraband (mit Anders Nilsson, Roy Campbell, Catherine Sikora, Daniel Levin und Jay Rosen); ein gleichnamiges Album erschien 2011 auf Leo Records. Außerdem arbeitete er mit Matt Lavelle, Steve Swell, Giuseppi Logan, Chris Kelsey, Marc Edwards, Jason Kao Hwang, Bern Nix,  Jeff Platz, Catherine Sikora und Han-earl Park. Im Bereich des Jazz war er zwischen 1980 und 2015 an 22 Aufnahmesessions beteiligt, zuletzt mit Rocco John Iacovone (Embrace the Change).

## Diskographische Hinweise
- Earth People: Simple ... Isn't It? (Undivided Vision, 2002)
- Matt Lavelle: Handling The Moment (CIMP, 2003), mit Ras Moshe, Lou Grassi
- Steve Swell: Suite for Players, Listeners and Other Dreamers (CIMP, 2003), mit Roy Campbell, Will Connell, Charles Burnham, Kevin Norton
- Chris Kelsey: The Crookedest Straight Line, Vol. 1 & 2 (CIMP, 2006), mit John Carlson, Jay Rosen
- Catherine Sikora, Han-earl Park, François Grillot: Tracks in the Dirt (Clockwork Mercury Press, 2013)
- François Grillot & Matt Lavelle: François’ Kitchen, duets with François Grillot (2022)